# توبياس مولر (لاعب كرة قدم)
توبياس مولر (بالألمانية: Tobias Müller)‏ (8 يوليو 1994 - ) هو لاعب كرة قدم ألماني في مركز الدفاع. لعب مع SC Freiburg II ‏ ونادي هالشر ونادي نوتنغن ‏ وGermania Brötzingen ‏.

## وصلات خارجية
- توبياس مولر (لاعب كرة قدم) على موقع قاعدة بيانات كرة القدم.إي يو (الإنجليزية)
- توبياس مولر (لاعب كرة قدم) على موقع عالم كرة القدم.نت (الإنجليزية)